# Uncsitesók
Az Uncsitesók (eredeti cím: Cousins for Life) 2018 és 2019 között vetített amerikai televíziós vígjáték, amelynek alkotói Kevin Kopelow és Heath Seifert. Az élőszereplős játékfilmsorozat producerei Vincent Brown, Wayne Conley és Craig Wyrick-Solari, a zeneszerzői Rick Butler és Fred Rapoport. A tévéfilmsorozatot a Productions és a Nickelodeon Productions gyártja. A sorozat 2018. november 24-én mutatták be Amerikában a Nickelodeonon. Magyarországon 2019. március 27-én mutatták be szintén a Nickelodeonon.

## Cselekmény
Clark feleség a tengeren túlra megy küldetésre. Azért a férj elviszi fiát, Stuartot Portlandbe, testvéréhez Lewishez és gyermekeihez, Ivyhez és Leafhoz. Miután összeköltöztek, Stuart és Ivy különböző dologba vesznek részt.

## Szereplők

### Főszereplők
| Szereplő | Színész             | Magyar hang    |
| -------- | ------------------- | -------------- |
| Stuart   | Dallas Dupree Young | Tóth Márk      |
| Ivy      | Scarlet Spencer     | Mayer Szonja   |
| Leaf     | Micah Abbey         | Mayer Marcell  |
| Lewis    | Ron G               | Molnár Levente |
| Clark    | Ishmel Sahid        | Ágoston Péter  |

### Mellékszereplők
| Szereplő  | Színész               | Magyar hang        |
| --------- | --------------------- | ------------------ |
| Gemma     | Jolie Hoang-Rappaport | Pauwlik Gréta      |
| Natalie   | Lizzy Greene          | Gyarmati Laura     |
| Benny     | O'Neill Monahan       | Maszlag Bálint     |
| Beth      | Cate Scott Campbell   | Bohoczki Sára      |
| Charlotte | Stephanie Lemelin     | Mezei Kitty        |
| bíró      | Judy Kain             | Menszátor Magdolna |
| Marigold  | Savannah May          | Csuha Borbála      |
| Marlowe   | Joachim Powell        | Sándor Barnabás    |

## Magyar változat[2]
- Főcím: Schmidt Andrea
- Magyar szöveg: Csányi Zita
- Hangmérnök: Weichinger Kálmán
- Vágó: Wünsch Attila, Pilipár Éva
- Gyártásvezető: Molnár Melinda
- Szinkronrendező: Dezsőffy Rajz Katalin
- Produkciós vezető: Koleszár Emőke
- További magyar hangok: Szabó Andor (Mr Welton), Hám Bertalan (Postás)

## Epizódok
| Évad | Évad | Epizódok | Eredeti sugárzás   | Eredeti sugárzás | Magyar sugárzás   | Magyar sugárzás |
| Évad | Évad | Epizódok | Évadpremier        | Évadfinálé       | Évadpremier       | Évadfinálé      |
| ---- | ---- | -------- | ------------------ | ---------------- | ----------------- | --------------- |
|      | 1    | 20       | 2018. november 24. | 2019. június 8.  | 2019. március 27. | 2019. július 5. |

### 1. évad
| #   | #   | Eredeti cím                      | Magyar cím                            | Rendezte           | Írta                             | Eredeti premier    | Magyar premier                                  |
| --- | --- | -------------------------------- | ------------------------------------- | ------------------ | -------------------------------- | ------------------ | ----------------------------------------------- |
| 1.  | 1.  | Movin' In                        | Beköltözés                            | Jonathan Judge     | Heath Seifert és Kevin Kopelow   | 2018. november 24. | 2019. március 27. (bepillantó) 2019. április 1. |
| 2.  | 2.  | Space Invader                    | Térsértés                             | Jonathan Judge     | Heath Seifert és Kevin Kopelow   | 2019. január 5.    | 2019. április 2.                                |
| 3.  | 3.  | Scammer Time                     | Csalóka csalás                        | Katy Garretson     | Rachel McNevin                   | 2019. január 12.   | 2019. április 4.                                |
| 4.  | 4.  | Hot Dog Day Afternoon            | Hot Dog háború                        | Katy Garretson     | Jim Hope és Loni Steele Sosthand | 2019. január 19.   | 2019. április 5.                                |
| 5.  | 5.  | This Little Piggy Went to Market | Egy kismalac elment vadászni a piacra | Eric Dean Seaton   | Wayne Conley                     | 2019. január 26.   | 2019. április 10.                               |
| 6.  | 6.  | The Fearsome Foursome            | A rettegett négyes                    | Robbie Countryman  | Jeny Quine                       | 2019. február 2.   | 2019. április 12.                               |
| 7.  | 7.  | Super Ivy                        | Szuper Ivy                            | Jody Margolin Hahn | Rachel McNevin                   | 2019. február 16.  | 2019. április 11.                               |
| 8.  | 8.  | Art-Thur                         |                                       | Trevor Kirschner   | Heath Seifert és Kevin Kopelow   | 2019. február 23.  | 2019. június 26.                                |
| 9.  | 9.  | A Farewell to Arthur?            |                                       | Brian Stepanek     | Shawnté McCall                   | 2019. március 2.   | 2019. június 28.                                |
| 10. | 10. | Clothes Call                     | Ruha veszély                          | Robbie Countryman  | Vincent Brown                    | 2019. március 9.   | 2019. április 8.                                |
| 11. | 11. | Those Medal-ing Kids!            |                                       | Jonathan Judge     | Kuamel Stewart                   | 2019. március 16.  | 2019. július 3.                                 |
| 12. | 12. | Green Girl Returns               | Zöld csaj visszatér                   | Trevor Kirschner   | Loni Steele Sosthand és Jim Hope | 2019. március 30.  | 2019. június 27.                                |
| 13. | 13. | Cousins Day                      |                                       | Jody Margolin Hahn | Kuamel Stewart                   | 2019. április 6.   | 2019. július 1.                                 |
| 14. | 14. | Eyes on the Prize                | Szemeket a díjra                      | Robbie Countryman  | Jeny Quine                       | 2019. április 13.  | 2019. április 9.                                |
| 15. | 15. | Operation: Mom                   | Hadművelet: Anya                      | Jonathan Judge     | Kevin Kopelow és Heath Seifert   | 2019. április 20.  | 2019. július 2.                                 |
| 16. | 16. | Trapped for Life                 |                                       | Robbie Countryman  | Rachel McNevin                   | 2019. április 27.  | 2019. július 5.                                 |
| 17. | 17. | IvyScares                        | IvyFél                                | Jonathan Judge     | Steve Freeman                    | 2019. május 4.     | 2019. április 3.                                |
| 18. | 18. | Service for the Service          | Szolgálat a szolgálatért              | Adam Weissman      | Kevin Kopelow és Heath Seifert   | 2019. május 11.    | 2019. június 24.                                |
| 19. | 19. | Blending a Hand                  |                                       | Robbie Countryman  | Steve Freeman                    | 2019. június 1.    | 2019. július 4.                                 |
| 20. | 20. | Stain-cation                     | Folt-katasztrófa                      | Jody Margolin Hahn | Steve Freeman                    | 2019. június 8.    | 2019. június 25.                                |

## Gyártás
A sorozatból 2018. március 8-án 20 epizódot rendelt be a Nickelodeon. A gyártás 2018 nyarán kezdődött Los Angelesben. Kevin Kopelow és Heath Seifert a vezető producerek. 2018. október 29-én bejelentették, hogy a sorozat első epizódja 2018. november 24-én kerül adásba. A további epizódokat 2019. január 5-től vetítette a csatorna.